# IAAF Grand Prix Final
Das IAAF Grand Prix Final war ein Leichtathletik-Meeting, das von 1985 bis 2002 jährlich von der IAAF organisiert wurde.  Die teilnehmenden Athleten qualifizierten sich über ein Wertungssystem, bei dem sie im Laufe einer Saison Punkte bei diversen Leichtathletikwettkämpfen der IAAF sammeln konnten. Ab 2003 wurde das IAAF Grand Prix Final durch das Leichtathletik-Weltfinale (IAAF World Athletics Final) ersetzt.